# Eli Goldschmidt
Eli Goldschmidt (hebrejsky: אלי גולדשמידט, Eli Goldšmidt) je izraelský politik a bývalý poslanec Knesetu za Stranu práce.

## Biografie
Narodil se 17. října 1953 v Tel Avivu. Sloužil v izraelské armádě, kde dosáhl hodnosti kapitána (Seren). Vystudoval právo na Telavivské univerzitě. Pracoval jako právník. Hovoří hebrejsky a anglicky.

## Politická dráha
Byl členem výkonného výboru Strany práce, jejího ústředního výboru a právního odboru.
V izraelském parlamentu zasedl poprvé po volbách do Knesetu v roce 1992, v nichž nastupoval za Stranu práce. Zastával post člena parlamentního finančního výboru a výboru pro ústavu, právo a spravedlnost. Předsedal výboru House Committee, podvýboru pro zemědělství a podvýboru pro Transizraelskou dálnici. Mandát obhájil ve volbách do Knesetu v roce 1996. Usedl do výboru House Committee, finančního výboru, výboru pro ústavu, právo a spravedlnost a výboru pro drogové závislosti. Předsedal výboru pro ekonomické záležitosti.
Členem Knesetu zůstal i po volbách v roce 1999, nyní pod střechovou organizací Jeden Izrael, do které se v té době sloučilo několik politických subjektů včetně Strany práce. Zasedal pak ve výboru finančním (tomu i předsedal), výboru pro ústavu, právo a spravedlnost a výboru pro zahraniční záležitosti a obranu. V tomto funkčním období byl zároveň místopředsedou Knesetu.
Poslanecký mandát ukončil v průběhu volebního období v únoru 2001. V Knesetu ho nahradil Mordechaj Miš'ani.